# 水磨镇 (鲁甸县)
水磨镇，是中华人民共和国云南省昭通市鲁甸县下辖的一个镇。

## 行政区划
水磨镇下辖以下地区：
铁厂村、水磨村、新棚村、黑鲁村、拖麻村、岩头村、营地村、嵩屏村、黄泥寨村和滴水村。